# Pierre Blanchar
Pierre Blanchar (ur. 30 czerwca 1892 w Philippeville, zm. 21 listopada 1963 w Suresnes) – francuski aktor filmowy.

## Filmografia (wybór)
- 1924: L'Arriviste jako Jacques de Mirande
- 1934: Księżniczka Turandot jako Kalaf
- 1935: Zbrodnia i kara jako Raskolnikov
- 1944: La Libération de Paris jako Narrator
- 1946: Symfonia pastoralna jako pastor Martens
- 1950: Mój przyjaciel Sainfoin jako Sainfoin
- 1961: Czarny monokl jako Le marquis de Villemaur

## Nagrody
Za rolę Raskolnikowa w filmie Zbrodnia i kara (1935) został uhonorowany Pucharem Volpiego dla najlepszego aktora na 3. MFF w Wenecji.